# ダダ・チャン
ダダ・チャン（Dada Chan、1989年3月22日 - ）は、香港のジャクソ・エンターテイメントに所属する女優、モデル。

## 経歴
2007年、モデルとして、香港の歌手ジェイソン・チャンとともに道地百果園飲品 (Tao-Ti green tea) の広告に出演した。4年間ほど、モデルとしての活動を続けた後、2010年に所属事務所を移り、写真集を出すなどした。モデルとしては、東京コレクションに出演するため2回来日しており、2012年には、第14回東京ガールズコレクションに香港代表として出演した。
人気が高まった彼女は、本格的に女優としての活動を始めた。2011年4月、彼女は元ボーイフレンドの王宗堯（グレゴリー・ウォン）との共演で、映画『Lan Kwai Fong（喜愛夜蒲）』に出演した。
2012年、チャップマン・トウやロナルド・チェンとの共演で、パン・ホーチョン監督の映画『Vulgaria（低俗喜劇）』に出演し、助演女優賞を第32回香港電影金像奨で獲得し、映画は3000万香港ドルの興行収入を上げるヒット作となって、彼女は第49回金馬奨でも助演女優賞にノミネートされた。性接待も平気でこなす新人女優という『低俗喜劇』における役柄と、86cmDカップともEカップとも言われるバストという体形は、彼女にセクシーな女優としての地位を確立した。7月には短編映画『宅幸福』で主演女優を務めた。同年には、『低俗喜劇』が第8回大阪アジアン映画祭で特別招待作品として上映されたのにあわせて、女優として初めて来日した。
2013年には、いったん芸能界引退を表明し、一時は失踪状態となったが、程なくしてこれを撤回して復帰した。
映画『S Storm（S風暴）』に出演した2016年には、セクシー女優からの脱却を表明した。
2017年から2018年にかけて、病気のため1年間の休養をとった。
2019年には、主演した映画『ある妊婦の秘密の日記（Baby復仇記）』が第32回東京国際映画祭の「アジアの未来」部門に出品された。この折にもジョディ・ロック監督、共演のケヴィン・チュウともども来日した。
『ある妊婦の秘密の日記』の役作りのために8kg増やしたとされる体重を、次の映画の役作りのために一挙に減量しようとしたことがたたり、2000年には健康を害するほどになったと報じられた。